# Albert-Charles Duesberg
Albert-Charles Duesberg (Verviers, 5 december 1877 – Heusy, 23 november 1951) was een Belgisch architect. Hij heeft een omvangrijk en verscheiden oeuvre gerealiseerd in de regio van Verviers dat zowel traditionalistisch als modernistisch van signatuur is. Als modernist was hij een pleitbezorger voor het gebruik van platte daken. Duesberg was tevens als vertegenwoordiger van de Intimistes verviétois een verdienstelijk tekenaar en schilder.

## Biografie
Albert-Charles Duesberg was de tweede zoon van het Joseph-Otto Duesberg, wolhandelaar, en van Anna Hammesfahr-Koch. Na zijn Grieks-Latijnse studies aan het Collège Saint-François-Xavier te Verviers verbleef hij in Luik. Hij werkte er als tekenaar bij de architect Charles Soubre en volgde avondles ‘architectuur’ aan het Institut Saint-Luc. In de periode 1897-1898 woonde hij in Brussel en werkte hij bij de architecten Adrien Delpy, Victor Horta en Callewaert. Hij volgde er les aan de Académie des Beaux-Arts. Tijdens deze jaren kwam hij in contact met het werk van vooraanstaande architecten en werd de basis gelegd voor zijn later netwerk in het architectenmilieu en voor zijn visie als architect. 
In 1899 keerde hij terug naar Verviers. Verviers was in die periode een belangrijk centrum van de wolindustrie en Duesberg zou er voor een kapitaalkrachtig cliënteel werken.
In 1902 huwde hij Mathilde Noirfalise. Het gezin installeerde zich in Heusy, een buurgemeente van Verviers waar vooral de gegoede burgerij resideerde. Het echtpaar had twee kinderen: Anne-Marie (1903) en Marie-Josée (1906).
Tot 1914 creëerde Duesberg huizen en villa's naar de smaak van een vrij traditioneel ingesteld cliënteel, in een stijl die gekenmerkt was door eclecticisme en classicisme en die beïnvloed werd door de Engelse cottagestijl.
Tijdens de jaren van de Eerste Wereldoorlog gaf hij lessen architectuur, decoratieve kunsten en meubelkunst aan de Académie des Beaux-Arts van Verviers. Hij legde zich toe op teken- en schilderkunst. Samen met  Philippe Derchain, Maurice Pirenne en Georges Le Brun maakte hij deel uit van de eerste generatie van de Intimistes verviétois. Deze artistieke kwaliteiten kwamen Duesberg ook van pas in zijn werk als architect. Niet alleen tekende hij gedetailleerde bouwplannen voor de uitvoerders van het werk, maar presenteerde hij zijn ontwerpen voor de bouwheer als sfeervolle pasteltekeningen of aquarelschilderingen.
Tussen 1918 en 1939 ontwierp hij moderne industriële gebouwen in Luik en Verviers. Tevens realiseerde hij in een regionaal getinte stijl arbeiderswoningen voor la Régionale verviétoise  te Ensival (1921-1925) en bediendewoningen voor de firma Peltzer et fils  te Verviers (1924-1925). Hoewel hij in deze periode vaak villa's creëerde in een traditionele stijl met opvallende mansardedaken met leien, was hij een voorstander van een sobere modernistische stijl en werd hij een pleitbezorger voor het gebruik van platte daken. In 1932 krijgt hij voor de modernistische villa Hoffsummer (Heusy, 1930) de tweede vermelding in de Prix Van de Ven. 
Voor sommige woningen ontwierp hij het interieur (meubels, behang, borduurwerk voor tafelkleden) en de decoratie aan buitenkant (ijzersmeedwerk, glasramen, lantaarns). Zijn villa's werden omringd door tuinen waarvoor hijzelf het gedetailleerde ontwerp maakte.
In 1931 werd hij door de staat aangesteld om voor het Institut de Mécanique van de Luikse universiteit de energiecentrale Central thermo-électrique en het laboratorium Laboratoire de Themodynamique op de site van Val-Benoît te bouwen. In 1933 kwam hij in conflict met het universiteitsbestuur en zou de Belgische staat het contract te beëindigen. Duesberg spande daarop verschillende processen aan tegen de staat en die hij uiteindelijk zou winnen.
In 1938 coördineerde hij de bouwwerken van het tijdelijk dorp Gai Village Mosan  dat ontworpen werd voor de internationale tentoonstelling Exposition de l’Eau (1939) te Luik. Voor deze gelegenheid bouwde hij er een moderne kerk en een demonstratieboerderij.
Sinds 1903 zou Duesberg graftekens ontwerpen. Omdat voor een graftombe niet zozeer het functionele aspect primeert, getuigen zijn ontwerpen van een gevoelige eenvoud en een serene intimiteit. Voor het meer monumentale oorlogsgedenkteken op de begraafplaats van Verviers werkte hij samen met de Vervierse beeldhouwer Joseph Gérard (Dison, 1873-1946).
Duesberg was tot 1945 lid van de Commission administrative du Musée Communal van Verviers en ijverde voor het behoud van het erfgoedpatrimonium.
Tot zijn dood in 1951 was Duesberg productief als architect en bij zijn overlijden waren verschillende werken nog niet klaar. 

## Tussen traditionalisme en modernisme
De woningen en gebouwen die Duesberg voor 1914 ontwierp, dragen onmiskenbaar de stempel van eclecticisme en classicisme. Na de Eerste Wereldoorlog, in de periode van de wederopbouw, volgde Duesberg als lid van de avant-gardistische Société centrale d'Architecture de Belgique het debat dat gevoerd werd omtrent het traditioneel geïnspireerd regionalisme enerzijds en het functioneel georiënteerd modernisme anderzijds. Hij werd overtuigd van de voordelen van het modernisme en paste dit concept in eerste instantie toe voor de fabrieken die hij in de jaren 1920 ontwerpt. Voorbeelden hiervan zijn de Usine Houget (1923-1924), de Carderie Duesberg-Bosson (1924) en de kantoren van de onderneming Dolne & Marquet (1926-1927). 
Duesberg werd een voorstander van het gebruik van het platte dak: de kosten werden hierdoor met 10% gedrukt en door het gebruik van gewapend beton werd de brandveiligheid verbeterd. Volgens Duesberg integreert het platte dak zich visueel discreet en harmonieus in de heuvelachtige omgeving. De eerste woning die hij volgens de principes van het modernisme ontwierp, was de villa Hoffsummer (Heusy, 1929-1930). Andere villa's volgden, o.a. de villa's Orban-Van Zuylen (Embourg, 1928-1929), Demortier (Heusy, 1938-1939) en Unden (Heusy).

## Tentoonstellingen
- Architecture et décoration A.-C. Duesberg, Cercle des Beaux-Arts, Verviers, 1924
- Albert-Charles Duesberg, architecte, Musées de Verviers, Verviers, 2020-2021[12]

## Archief
Het archief van de architect werd in 1985 door Anne-Marie Lejeune, kleindochter van de architect, geschonken aan het Centre International pour la Ville, l'Architecture et le Paysage (CIVA) te Brussel. Het Fonds Duesberg Albert-Charles bestaat uit enkele duizenden documenten van projecten en ontwerpen uit de periode van 1912 tot 1951.